# 2023년 11월 민다나오 지진
2023년 11월 민다나오 지진은 2023년 11월 17일 16시 14분(필리핀 표준시) 필리핀 민다나오섬 사랑가니주 남서쪽 해역에서 발생한 규모 Mw6.7의 지진이다. 수정 메르칼리 진도 계급 기준 최대진도는 VIII를 기록했다. 이 지진으로 최소 11명이 사망하고 730명이 부상을 입었다.

## 지질학적 환경
민다나오섬은 순다판과 필리핀해판이 부딪혀 생긴 복잡한 수렴 경계 위에 있다. 두 판 사이 여러 사교단층 수렴대 중 일부는 코타바토 해구를 따라 섭입된다. 수렴대에는 일부 주향이동단층형 요소가 있는데, 이 주향단층은 일부는 필리핀 단층대가, 일부는 코타바토 단층계로 이들 대부분은 코타바토호와 민다나오 중부 화산대 사이에서 형성된 서북-동남 축선의 좌수향 단층이다. 1976년에는 이번 지진이 발생했던 해구에서 규모 M8.1의 지진과 쓰나미가 발생해 약 8천명이 사망했다.

## 지진
지진의 단층 분석 결과 진원 깊이가 깊은 중발지진의 역단층형 지진으로 분석되었다. PHIVOLCS 진도 계급(PEIS)에 따르면 글란에서 최대진도 VII를 관측했다. 제너럴산토스, 폴로몰록, 남코타바토주 코로나달에서는 최대진도 VI를 관측했다. 본진 이후 120여차례의 여진이 발생했으며 이 중 6차례 유감지진이 발생했다. 이 중 최대여진은 본진 4일 뒤에 발생한 지진으로 USGS 기준 규모 mb5.2, PHIVOLCS 기준 Mw4.9이다.
지진의 진동은 필리핀 이외에도 타국에도 감지되었다. 이웃한 인도네시아에서는 수정 메르칼리 진도 계급 기준 상기헤제도현 나하에서 V를, 탈라우드제도현 온동에서 IV를, 볼랑몽공도우현, 마나도, 비퉁, 토모혼, 북미나하사현에서 III를 관측했다.

## 피해
지진으로 최소 11명이 사망했고 730명이 부상을 입었다. 부상자 중 450명은 지진으로 공황에 빠져 발생했다. 사망자 중 3명은 제너럴산토스에서 나왔고 4명은 사랑가니주 글란에서, 호세압드산토스와 말라파탄에서 각각 1명씩 나왔다. 사망자 중 2명은 벽 붕괴로 사망했고, 여성 1명은 쇼핑몰에서 잔해 붕괴로 사망했으며 노인 1명이 낙석에 맞아 사망했다. 지진 직후 모자 2명이 산사태에 휩쓸려 실종되었다가 다음날 두 구의 시신이 모두 수습되었다. 글란에서만 85명이 부상을 입었다. 제너럴산토스 운동장에 있던 많은 학생들이 지진으로 공황에 빠져 탈출하는 과정에서 여러 부상자가 발생했다. 2명은 공황으로 발생한 뇌졸중으로 사망한 것으로 추정되고, 한 명은 떨어지는 철기둥에 맞아 사망했다. 코로나달에서는 5명이 부상을 입었다. 글란을 포함한 사랑가니주 곳곳에서 산사태와 지반 균열이 발생했다.
지진으로 총 644채의 주택이 붕괴되었다. 이 중 소크사르젠 지방에서 618채가, 다바오 지방에서 24채가 붕괴되었다. 또한 4,248채 이상의 건물이 피해를 입었는데 이 중 소크사르젠 지방에서 3,942채가, 다바오 지방에서 306채의 피해가 발생했다. 도로 16곳과 다리 5개도 큰 피해를 입었다. 지진으로 총 21개 지역에 정전 피해가 발생했다가 복구되었다. 사랑가리주 주지사는 글란, 말라파탄, 알라벨, 마심 등 여러 마을에서 총 1,300채의 주택이 지진으로 피해를 입었다고 말했다. 사랑가리주에서는 도로 피해로 인한 피해액이 2,190만 페소로 추정되었다. 글란 시청사와 학교가 심각한 피해를 입어 사용에 안전하지 않다고 파악되었고 마을 항구도 좌측 접안지가 붕괴되어 폐쇄되었고 거의 부두 30 m 길이 영역이 침강했다.그 외에도 여러 부두와 학교가 기울어지는 피해가 발생했다.
산사태도 발생해 글란과 말라파탄 사이를 잇는 도로가 끊어졌고 지각 변동도 발생해 알라벨 해안가의 바다가 후퇴했다. 탐파칸에서는 건물 한 채가 붕괴되었고 코로나달에서는 쇼핑몰 두 채가 손상을 입었으며 호세압드산토스에서는 주택 9채와 일부 학교가 큰 피해를 입었다. 총 16개 학교와 경찰서 몇몇도 피해를 입었으며, 어선 54척도 지진으로 큰 피해를 입었다. 다바오시에서는 건설중이던 고층 콘도에서 크레인과 짐 일부가 떨어져 주택 위로 떨어지는 피해가 발생했다.

## 반응과 대응
사랑가니주 주지사인 로헬리오 파키아오는 11월 20일부터 21일까지 주 내에서 모든 대면수업을 중지하며 학교 건물의 안전검사를 실시하고 관공서는 재택근무를 하라고 지시했다. 글란시 시장은 부분 피해를 입은 건물주에게 10,000 페소를, 완전 파괴된 주택 건물주에겐 이보다 더 큰 미정금을 지원한다고 발표했다. 11월 21일에는 시가 재난상태를 선포했다.
필리핀 사회복지개발부는 피해 주민을 위해 재난대응관리부서의 134억 페소 어치 식량 및 비식량 지원을 투입하겠다고 선포했다. 북민다나오, 다바오, 소크사르겐 3개주에 사회복지개발부가 각 지역사무소에 가족용 식량꾸러미 140,579팩을 준비했다고 발표했다. 국립재난위협경감 및 관리위원회의 대응반은 지진 발생 직후 피해 지역 조사와 대응을 위해 현지로 파견했다.
필리핀의 대통령 봉봉 마르코스는 지진 발생 당시 미국 샌프란시스코에서 열린 6일간에 APEC 미국 2023 정상 회담 참여를 위해 있었는데 대통령은 자신만이 대처할 수 있는 긴급한 상황이 발생하지 않는 한 해외 순방은 정상적으로 진행하겠다고 말했지만 가용한 자원을 모두 동원해 즉각적으로 대응하라고 각 정부기관에 지시했다. 11월 23일 대통령은 제너럴산토스을 방문해 피해 상황을 점검하고 구호품을 전달했으며, 이 지역 출신인 전 운동선수이자 전 상원의원인 매니 파키아오와 동행했다. 11월 19일에는 부통령 사라 두테르테가 글란에서 열린 희생자 장례식에 참여하고 사랑가니주 병원을 방문해 부상자를 만났다.

## 같이 보기
- 2023년 지진
- 필리핀의 지진 목록
- 2023년 12월 민다나오 지진